# Jože Toporišič
Jože Toporišič (ur. 11 października 1926 w miejscowości Mostec, zm. 9 grudnia 2014 w Lublanie) – słoweński językoznawca, czołowy przedstawiciel słoweńskiej lingwistyki. Zajmował się fonetyką, fonologią, morfologią, słowotwórstwem, składnią, stylistyką oraz zagadnieniami z dziedziny ortografii i ortoepii. Wniósł wkład w zakresie dialektologii, historii języka literackiego i krytyki językowej.

## Życiorys
W latach 1947–1952 studiował filologię słoweńską i rosyjską na Uniwersytecie w Lublanie. W okresie 1954–1965 był lektorem języka słoweńskiego na Wydziale Filozoficznym Uniwersytetu Zagrzebskiego. Przez rok przebywał na stypendium Fundacji Humboldta w Hamburgu, gdzie uczył się fonetyki eksperymentalnej. W 1963 r. obronił rozprawę doktorską pt. Nazorska in oblikovna struktura Finžgarjeve proze.
Był redaktorem naczelnym i odpowiedzialnym czasopisma „Jezik in slovstvo” (1966–1970). W latach 1967–1996 redagował czasopismo „Slavistična revija”. Tworzył tłumaczenia z języka serbsko-chorwackiego. Wykładał przede wszystkim na Wydziale Filozoficznym Uniwersytetu Lublańskiego, gdzie wychował wiele pokoleń słowenistów; gościł na uczelniach zagranicznych.

## Wybrana twórczość
- Jože Toporišič, Enciklopedija slovenskega jezika (Lublana: Cankarjeva založba, 1992)
- Jože Toporišič, Slovenska slovnica (Maribor: Obzorja, 2002)
- Jože Toporišič et al., Slovenski pravopis (Lublana: Znanstvenoraziskovalni center SAZU, 2007)